# Hilda Murrell
Hilda Murrell (* 3. Februar 1906 in Eaton Cottage bei Shrewsbury; † zwischen dem 21. und dem 24. März 1984 bei Shrewsbury) war eine britische Rosenzüchterin, Schriftstellerin sowie Umwelt- und Anti-Atomkraft-Aktivistin. Am 21. März 1984 wurde Hilda Murrell entführt und drei Tage später zehn Kilometer von ihrem Haus in Shrewsbury entfernt tot aufgefunden. Die Morduntersuchungen dauerten 19 Jahre an und waren Gegenstand von mehreren Verschwörungstheorien.

## Leben und Werk
Hilda Murrell wurde am 3. Februar 1906 in Eaton Cottage bei Shrewsbury geboren. Sie war die ältere von zwei Töchtern des Gärtners Owen Murrell. Ihr Großvater Edwin Murrell gründete die Portland Nurseries und führte das Geschäft, bis er 1908 starb.
Hilda Murrell besuchte die Shrewsbury Girls High School. Sie erhielt ein Stipendium für das Newnham College in Cambridge, wo sie ab 1924 englische und französische Literatur sowie moderne und mittelalterliche Sprachen studierte. Nach ihrem Abschluss im Jahr 1928 kehrte sie, obwohl sie eine akademische Laufbahn bevorzugt hätte, nach Shrewsbury zurück. Sie arbeitete im väterlichen Gartenbaubetrieb und Blumengeschäft, den Murell's Nurseries, mit, das von ihrem Vater und ihrem Onkel Edwin Foley Murrell geleitet wurde. Im Jahr 1937 übernahm sie die Geschäftsführung des Gärtnereibetriebes. Sie etablierte sich als eine international geachtete Rosenzüchterin mit dem Schwerpunkt auf der Züchtung von Miniaturrosen und alten Rosensorten. Sie gab alljährlich einen geschätzten Rosen- und Gartenbaukatalog heraus. Während des Zweiten Weltkriegs setzte sie sich ehrenamtlich für die Unterbringung und Integration von jüdischen Flüchtlingskindern ein. Sie organisierte Wohltätigkeitskonzerte mit bekannten Musikern, so der Pianistin Myra Hess und der Violinistin Jelly d’Arányi, um Spenden für die Flüchtlinge zu sammeln.

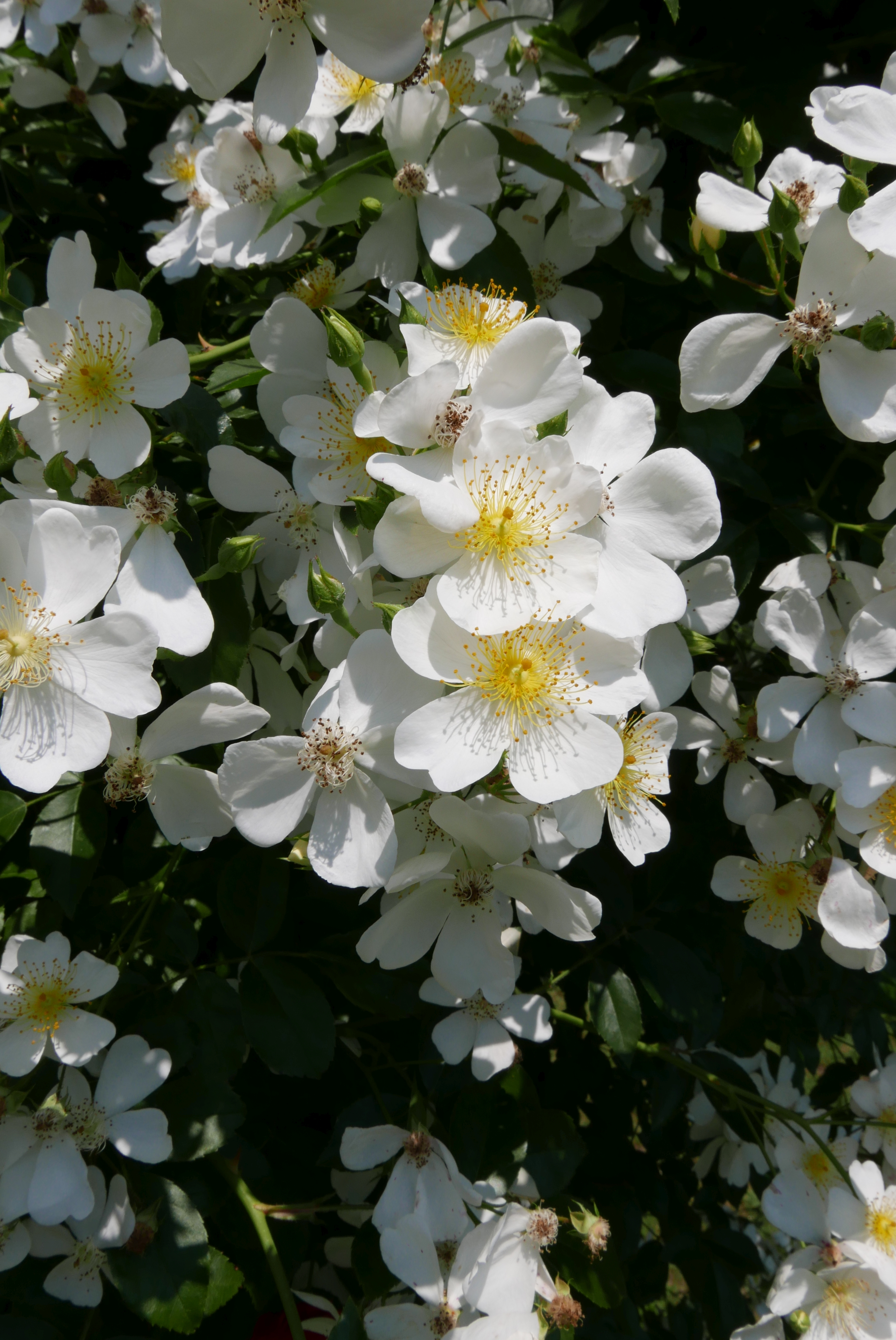
Rosa ‘Kiftsgate’ im Rosarium Baden bei Wien

Für ihre Rosenzüchtungen gewann sie zahlreiche Preise und Medaillen, unter anderem auf der Chelsea Flower Show und der Southport Flower Show. Sie unterhielt Geschäftsbeziehungen zum englischen Königshaus und zur Familie Churchill. Sie beriet Vita Sackville-West bei der Gestaltung des Gartens in Sissinghurst, war an der Anlage des Weißen und Rosengartens in Sissinghurst beteiligt und stiftete zahlreiche Rosenstöcke. Zu ihren erfolgreichsten Markteinführungen zählt die weiße Kletterrose ‘Kiftsgate’, die Hilda Murrell im Kiftsgate Court Garden entdeckt und 1954 in den Handel eingeführt hat. 1970 zog sie sich aus dem Geschäftsleben zurück. Ihr Unternehmen verkaufte sie an den Fernsehgärtner Percy Thrower, der Murrells Rosengärtnerei in ein Gartencenter überführte.
Nach ihrer Pensionierung setzte sich Hilda Murrell aktiv für den Umwelt- und Naturschutz ein. Sie war langjähriges Mitglied der Shropshire Botanical Society sowie Gründungsmitglied und Vorstand des Shropshire Trust for Nature, der Soil Association und des Shropshire-Verbandes des Council for the Protection of Rural England. Seit den 1970er-Jahren engagierte sie sich bei der Anti-Atomkraft- und Anti-Atomwaffenbewegung.
1978 verfasste sie den Aufsatz What Price Nuclear Power?, in dem sie sich mit den wirtschaftlichen Aspekten der zivilen Nuklearindustrie kritisch auseinandersetzte und vor den Folgen der Nutzung der Kernenergie warnte. 1984 war sie zu einer Anhörung über die Entsorgung radioaktiver Abfälle des Kernreaktors Sizewell B in Suffolk geladen.
Hilda Murrell war eine kritische und sehr energische Frau mit vielseitigen Interessen. Sie galt als Expertin für Megalithen und Landschaftsgeschichte in Großbritannien. Darüber hinaus sammelte sie Antiquitäten und übte verschiedene Handarbeitstechniken wie Weben, Spinnen und Schneidern aus.

## Tod und Untersuchungen
Am Mittwoch, dem 21. März 1984 gegen Mittag wurde Hilda Murrell in Shrewsbury nach der Rückkehr vom Einkauf in ihrem Haus in der Sutton Road 52 überfallen, sexuell misshandelt und in ihrem eigenen Auto entführt. Zwischen 12.00 und 12.50 Uhr desselben Tages wurde sie von mindestens zwölf Zeugen zusammengesunken auf dem Beifahrersitz ihres Autos an verschiedenen Stellen in Shrewsbury gesehen. Der Fahrer wurde als 25- bis 40-jährig beschrieben. Am frühen Nachmittag wurde das verlassene Auto in einem Straßengraben sechs Meilen östlich von Shrewsbury von einem Farmer gesehen, der die Polizei am frühen Abend verständigte. Die herbeigerufenen Polizisten stellten zunächst die Halterin des Fahrzeugs fest, das beschädigt, aber nicht als gestohlen gemeldet war. Die Fahrzeugschlüssel waren abgezogen und nichts deutete auf einen Unfall mit Verletzten hin. Nach einer kurzen Suche im Umfeld brachen die Polizisten ihre Nachforschungen ab.
Am darauffolgenden Samstagvormittag wurde in einem Gehölz unweit des verlassenen Autos der halbbekleidete, leblose Körper von Hilda Murrell gefunden. Im Umfeld fand die Polizei verstreut Kleidungsstücke, Ausweispapiere und ein Küchenmesser. Bei einer Obduktion wurde festgestellt, dass Hilda Murrell misshandelt und mehrfach auf sie eingestochen worden war. Der Pathologe Peter R. Acland kam zu der Überzeugung, dass Hilda Murrell etwa 5 bis 10 Stunden nach dem Messerangriff an Unterkühlung gestorben war.
Die Polizei begann sofort mit umfangreichen Ermittlungen, die dadurch erschwert wurden, dass Finger- und Reifenabdrücke durch den starken Regen der vorangegangenen Tage verwischt worden waren. Die Ermittlungen der Kriminalpolizei konzentrierten sich daraufhin auf das Haus von Hilda Murrell. Die Auswertung von Fingerabdrücken brachte zunächst keinen Durchbruch bei der Suche nach dem Täter. Allerdings gelang es, den Tatablauf zu rekonstruieren: Hilda Murrell überraschte am 21. März 1984 mittags einen Einbrecher, der die alte Dame überwältigte und misshandelte. Sie stürzte, durchbrach ein Treppengeländer und verletzte sich dabei an der Schulter. Die Polizei fand Spermaspuren an Textilien, einen Abdruck eines Turnschuhs, eine Bierdose sowie einen unvollständigen Handabdruck an der Toilette. Der nach Angaben der Polizei unerfahrene und wenig professionell agierende Einbrecher zwang anschließend die verletzte Frau in ihren eigenen Wagen und fuhr sie in die Umgebung von Shrewsbury, wo er vermutlich die Kontrolle über das Fahrzeug verlor und das Auto im aufgeweichten Seitenstreifen festfuhr. Er zwang die Frau in das nahegelegene Gehölz, wo er mehrfach auf sie einstach.
Der Kriminalfall erlangte große nationale und internationale Bekanntheit. Mehrere Dokumentationen und Fernsehsendungen, wie Crime watch UK, griffen den Mord an Hilda Murrell auf. Obwohl über 100 Polizisten an der Mordermittlung beteiligt waren und 12.000 Personen und mehr als 1800 mögliche Verdächtige befragt wurden, konnte kein Täter ermittelt werden. Mit den 1984 zur Verfügung stehenden forensischen Methoden gelang es nicht, die Blutgruppe des Täters aus den sichergestellten Proben zu bestimmen.
Seit 1984 ranken sich bis heute um die Umstände des Todes von Hilda Murrell Verschwörungstheorien, die in zahlreichen Dokumentationen und Büchern veröffentlicht wurden. Eine der Theorien geht davon aus, dass Hilda Murrell in ihrem Haus vom Geheimdienst ermordet wurde. Der Labour-Abgeordnete Tam Dalyell behauptete im Dezember 1984, sie sei von Männern des britischen Geheimdienstes getötet worden, die nach Unterlagen über die Versenkung des argentinischen Schiffes General Belgrano gesucht hätten. Hintergrund für diese Theorie war die Beteiligung von Hilda Murrells Neffen, dem Marine-Geheimdienstoffizier Robert Green, an einer Geheimdienstoperation während des Falklandkrieges, die am 2. Mai 1982 zum Untergang des argentinischen Kreuzers geführt hatte. Die Verfechter dieser Theorie gingen davon aus, dass der britische Geheimdienst im Haus von Hilda Murrell nach dort deponierten Papieren ihres Neffen gesucht habe. Eine andere Verschwörungstheorie bezieht sich auf ihr Engagement in der Anti-Atomkraftbewegung. Verfechter dieser Theorie vermuteten, dass Hilda Murrell getötet wurde, um nicht bei der Anhörung zum Kernreaktor Sizewell B auszusagen. Die Polizei ging diesen Theorien über mehrere Jahre nach, konnte die Verdachtsmomente jedoch nicht erhärten.
Im März 1990 gestand der Doppelmörder David McKenzie auch den Mord an Hilda Murrell. Sieben Monate später erklärte der zuständige Staatsanwalt, es gebe nicht genügend Beweise, um Anklage gegen ihn zu erheben. Mehrfach wurden in den folgenden Jahren mit neuen forensischen Verfahren die Asservate erfolglos untersucht, um die Blutgruppe des Mörders zu bestimmen und seine DNA zu analysieren. Der Durchbruch in dem Mordfall gelang einer Spezialeinheit der Polizei, die den Cold-Case-Fall seit 1996 bearbeitete, im Jahr 2003. Aus einer Spermaprobe auf der Unterwäsche von Hilda Murrell wurde vom Birmingham Testing Center die DNA bestimmt, die dem zum Zeitpunkt des Mordes 16-jährigen Schüler Andrew George zuzuordnen war. Andrew George lebte damals in einem Kinderheim unweit von Murrells Wohnhaus. Er wurde im Juni 2003 in Shrewsbury verhaftet und im Mai 2005 zu lebenslanger Haft verurteilt. George behauptete, in das Haus eingebrochen zu sein, stritt aber den Mord ab.
Trotz der rechtskräftigen Verurteilung bestehen bei den Verschwörungstheoretikern weiterhin Zweifel an der alleinigen Tatbeteiligung von Andrew George. Diese Zweifel werden unter anderem dadurch genährt, dass die Beschreibung des Jugendlichen, der zu diesem Zeitpunkt noch nicht Auto fahren konnte, nicht mit den Zeugenaussagen übereinstimmt, und DNA unter den Fingernägeln von Hilda Murrell soll nach Ansicht der Skeptiker Andrew George als alleinigen Täter ausschließen. Die Polizei sieht nach Prüfung der Argumente keine Veranlassung, den Fall wieder neu zu untersuchen.
Hilda Murrells Neffe Robert Green gab 2011 die Dokumentation A Thorn in Their Side: the Hilda Murrell Murder heraus, der die Zweifel an der Morduntersuchung der Polizei thematisierte.

## Ehrung und Rezeption

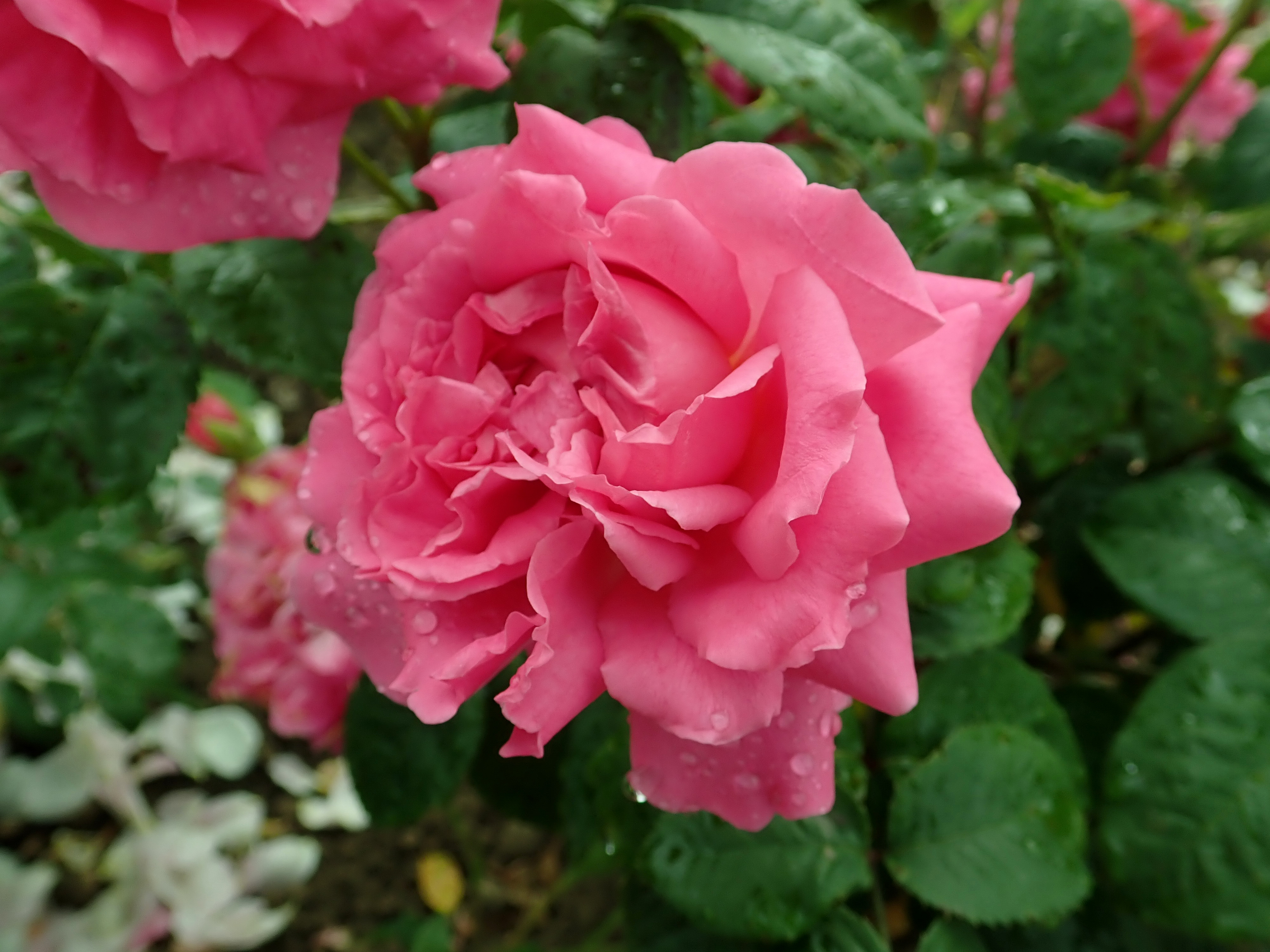
Rosa ‘Hilda Murrell’

Wenige Wochen vor ihrem Tod gab Hilda Murrell dem britischen Rosenzüchter David C. H. Austin die Einwilligung, eine dunkelrosafarbene Englische Rose nach ihr zu benennen.
Hilda Murrells Asche wurde auf dem Grundstück ihres Cottage im walisischen Llanymynech in der Nähe von Oswestry verstreut. Heute erinnert dort eine Steinpyramide an sie. Im Jahr 2015 wurde in ihrer Heimatstadt Shrewsbury auf dem Gelände ihrer ehemaligen Gärtnerei eine Straße nach der Rosenzüchterin und Umweltaktivistin benannt.
Drei Jahre nach ihrem Tod gab ihr enger Freund Charles Sinker ihre von 1961 bis 1983 verfassten und illustrierten Gartentagebücher unter dem Titel Hilda Murrell's Nature Diaries heraus.
Der Mord an Hilda Murrell war Gegenstand etlicher Musik- und Theaterstücke, Dokumentationen und Bücher. Das Lied The Rose Grower der englischen Gruppe Attacco Decente sowie Resist the Atomic Menace von Oi Polloi sowie der Roman GB84 von David Peace und Ian Rankins Roman The Impossible Death beziehen sich auf Hilda Murrell und ihre Todesumstände.
Ihr Neffe Robert Green veröffentlichte im Oktober 2011 das Buch A Thorn in Their Side: the Hilda Murrell Murder. Er behauptet, es gebe genügend neue Beweise, die sowohl der Staatsanwaltschaft als auch der Verteidigung bekannt seien, aber nicht der Jury oder den Richtern des Berufungsgerichts vorgelegt worden seien. Im August 2013 wurde die britische Neuauflage mit einem neuen Vorwort von Michael Mansfield und einem ergänzenden Kapitel veröffentlicht.
Am 6. November 2016 wurde in der Folge DNA of a murder der britischen Fernsehserie Robbie Coltrane's Critical Evidence die Suche nach dem Täter dokumentarisch aufbereitet. Die deutsche Erstausstrahlung erfolgte am 1. November 2018 auf dem Sender Kabel eins Doku.